# Света Троица (Куршумлия)
„Света Троица“ (на сръбски: Храм Свете Тројице) е православна църква в град Куршумлия, източната част на Сърбия. Част е от Нишката епархия на Сръбската православна църква.

## История
Църквата „Света Троица“ е изградена в 1902 године в центъра на града. В архитектурно отношение е дело на Моравската строителна школа и се отличава с ориенталската си архитектура и монументалност. Дължината на църквата с олтара е 21 m, ширината 7 m, а височината 12 m. Иконите в храма са от 1902 година, дело на видните дебърски майстори Димитър Папрадишки и Георги Зографски. Църквата е изписана в 2000 године, а иконостасът е изрязан в 2002 година.
В двора има чешма-паметник и епархиен дом.